# Fastlane 2018
Fastlane 2018 è stata la quarta edizione dell'omonimo evento in pay-per-view prodotto dalla WWE. L'evento, esclusivo del roster di SmackDown, si è svolto l'11 marzo 2018 al Nationwide Arena di Columbus (Ohio).

## Storyline
Il 17 dicembre 2017, a Clash of Champions, Kevin Owens e Sami Zayn hanno sconfitto Randy Orton e Shinsuke Nakamura in un match arbitrato dal General Manager di SmackDown Daniel Bryan e dal Commissioner Shane McMahon, in cui se Owens e Zayn avessero perso sarebbero stati licenziati. Nella puntata di SmackDown del 19 dicembre Kevin Owens ha sconfitto il WWE Champion AJ Styles in un match non titolato grazie all'intervento di Sami Zayn; successivamente, Styles ha affermato che avrebbe voluto affrontare sia Owens che Zayn in un Handicap match e, colta la palla al balzo, il General Manager Daniel Bryan ha annunciato che, alla Royal Rumble, Styles difenderà il WWE Championship contro Owens e Zayn in un 2-on-1 Handicap match. In tale incontro, Styles ha difeso con successo il titolo contro Owens e Zayn. Nella puntata di SmackDown del 6 febbraio 2018 il match tra Owens e Sami Zayn per determinare chi avrebbe sfidato AJ Styles per il WWE Championship a Fastlane è terminato in no-contest. Per questo motivo, il Commissione Shane McMahon ha annunciato che a Fastlane si sarebbe svolto un Triple Threat match per il WWE Championship tra il campione AJ Styles, Kevin Owens e Sami Zayn. Nella puntata di SmackDown del 13 febbraio Ziggler avrebbe dovuto affrontare Baron Corbin in un match in cui il vincitore si sarebbe aggiunto al Triple Threat match per il WWE Championship a Fastlane ma tale incontro non è nemmeno iniziato a causa del brutale attacco di Owens e Zayn ai danni sia di Ziggler che di Corbin; quella stessa sera, per decisione del Commissioner Shane McMahon, Corbin e Ziggler hanno affrontato e sconfitto rispettivamente Kevin Owens e Sami Zayn, guadagnando l'accesso al Fatal 5-Way match per il WWE Championship a Fastlane. Nella puntata di SmackDown del 27 febbraio John Cena è apparso nello show blu chiedendo di essere inserito nel Fatal 5-Way match per il WWE Championship a Fastlane; quella stessa sera, Cena ha sconfitto il WWE Champion AJ Styles in un match non titolato, ottenendo dunque il diritto di inserirsi nel match di Fastlane.
Alla Royal Rumble, gli Usos (Jimmy Uso e Jey Uso) hanno difeso con successo lo SmackDown Tag Team Championship contro Chad Gable e Shelton Benjamin sconfiggendoli per 2-0 in un 2-out-of-3 Falls match. Nella puntata di SmackDown del 20 febbraio Big E e Xavier Woods del New Day hanno sconfitto Chad Gable e Shelton Benjamin, guadagnando l'opportunità di affrontare gli Usos per lo SmackDown Tag Team Championship a Fastlane.
Nella puntata di SmackDown del 13 febbraio lo United States Champion Bobby Roode ha avuto un confronto con Jinder Mahal e Randy Orton in merito alla "SmackDown Top Ten List", in quanto Mahal ha accusato i due di non essere arrivati al top della classifica (essendo Roode quinto e Orton nono); al termine del segmento, Orton ha colpito entrambi con una RKO ma ha poi subito la Khallas da Mahal. Nella successiva puntata di SmackDown, Mahal ha avuto un confronto con Orton e Roode, il quale ha colpito Orton con il suo Glorious DDT per poi ricevere una Khallas da Mahal. Nonostante questo, il Commissioner Shane McMahon ha sancito che a Fastlane Bobby Roode difenderà lo United States Championship contro Randy Orton.
Nella puntata di SmackDown del 30 gennaio la SmackDown Women's Champion Charlotte Flair è stata attaccata dalla Riott Squad Liv Morgan, Ruby Riott e Sarah Logan). Nelle successive settimane, la Flair ha sconfitto la Morgan e la Logan in due match non titolati. Nella puntata di SmackDown del 20 febbraio, dopo una sconfitta assieme a Becky Lynch e Naomi contro la Riott Squad, Charlotte ha offerto a Ruby la possibilità di affrontarla a Fastlane con il palio lo SmackDown Women's Championship e la Riott ha accettato.
Nella puntata di SmackDown del 27 febbraio Shinsuke Nakamura ha sconfitto Aiden English. Il 6 marzo, a SmackDown, Rusev ha sfidato pubblicamente Nakamura per un match a Fastlane per vendicare l'amico English, e il giapponese ha accettato.
Nella puntata di SmackDown del 6 marzo Becky Lynch ha sconfitto Carmella; nel backstage, Naomi ha sfidato Natalya ad un match di coppia per Fastlane tra lei e Becky contro la stessa Natalya e Carmella.

## Risultati
| #       | Incontri                                                                                     | Stipulazioni                                              | Durata |
| ------- | -------------------------------------------------------------------------------------------- | --------------------------------------------------------- | ------ |
| Kickoff | I Breezango e Tye Dillinger hanno sconfitto Chad Gable, Mojo Rawley e Shelton Benjamin       | Six-man tag team match                                    | 07:25  |
| 1       | Shinsuke Nakamura ha sconfitto Rusev (con Aiden English)                                     | Single match                                              | 14:50  |
| 2       | Randy Orton ha sconfitto Bobby Roode (c)                                                     | Single match per il WWE United States Championship        | 19:15  |
| 3       | Carmella e Natalya hanno sconfitto Becky Lynch e Naomi                                       | Tag team match                                            | 08:55  |
| 4       | Usos (c) vs. New Day è terminato in no-contest                                               | Tag team match per il WWE SmackDown Tag Team Championship | 09:00  |
| 5       | Charlotte Flair (c) ha sconfitto Ruby Riott (con Liv Morgan e Sarah Logan) per sottomissione | Single match per il WWE SmackDown Women's Championship    | 13:45  |
| 6       | AJ Styles (c) ha sconfitto Baron Corbin, Dolph Ziggler, John Cena, Kevin Owens e Sami Zayn   | Six-pack challenge per il WWE Championship                | 21:55  |